# Burgstall Altes Schloss (Affalterthal)
Der Burgstall Altes Schloss ist eine abgegangene vermutlich hochmittelalterliche Adelsburg bei dem Dorf Affalterthal, einem Ortsteil von Egloffstein im oberfränkischen Landkreis Forchheim in Bayern, (Deutschland).
Der Burgstall der Spornburg ist frei zugänglich.

## Geographische Lage
Die kleine ehemalige Höhenburganlage befindet sich im Naturpark Fränkische Schweiz-Veldensteiner Forst, etwa 850 Meter westnordwestlich der Kirche in Affalterthal auf 458,9 m ü. NN auf dem Gipfel des Altschlossberges, etwa 15 Kilometer östlich von Forchheim.
Ganz in der Nähe liegen die Burg Egloffstein, die Burgruine Thuisbrunn und der Burgstall Schlossberg. Nordwestlich bei Oberzaunsbach befindet sich ein weiterer Burgstall mit der Bezeichnung Altes Schloss.
Nördlich bei der Ortschaft Äpfelbach befinden sich die Reste einer großen vor- und frühgeschichtlichen Befestigung auf dem Heidelberg.

## Geschichte der Burg
Von der Geschichte der kleinen Burg ist nichts bekannt, als Erbauer könnten nach dem Nürnberger Burgenforscher Hellmut Kunstmann die Herren von Egloffstein in Frage kommen. Auch ein Otto von Affaltert, der im Jahr 1133 erwähnt wurde, könnte auf der Burg gesessen haben. Er steht allerdings als Zeuge in einer Urkunde zwischen Oberpfälzer Ministerialen, so dass auch er aus dem Oberpfälzer Raum stammen dürfte und damit nicht als Burgherr in Frage kommt.
Im Jahr 1610 wurde bei der Schlichtung eines Grenzstreites über einen Wald in der Flur Wolfsreuth ein Deutsches Schloss erwähnt, bei dem es sich wohl um das Alte Schloss bei Affalterthal handelte.
Das vom Bayerischen Landesamt für Denkmalpflege als „vermutlich vorgeschichtliche Höhensiedlung und mittelalterlicher Burgstall Altes Schloss“ erfasste Bodendenkmal trägt die Denkmalnummer D-4-6233-0081.

## Beschreibung
Die ehemalige Burg lag auf einer felsigen Kuppe, dem höchsten Punkt eines Bergsporns (Bild 3), der sich nach Nordwesten erstreckt. An der Nordwest- und der Nordostseite begrenzt das Tal des Brunnengrabens den Bergsporn, dort war die Burg durch den steilen Abfall des Berghanges von Natur aus gut geschützt. An der Südwestseite wird der Sporn vom Heugrabental begrenzt, dort fällt der Hang nur mäßig steil und in Stufen ins Tal ab, so dass von dieser Seite aus ein feindlicher Angriff durchaus möglich war.
In Richtung Osten fällt das Gelände der Burg etwa acht Meter steil ab (Bild 1, 5 und 8), dort wurde ein sechs bis acht Meter breiter Graben mit vorgelagertem Wall (Bild 4 und 5) angelegt, der die Ostseite der Burg vom anschließenden Gelände trennte.
Die Grundfläche der Burg ist ungefähr dreieckig und hat eine Ausdehnung von circa 35 mal 25 Metern (Bild 2). Auf dem Burgplateau sind nur noch wenige Spuren der ehemaligen Bebauung erhalten. An der Nordostseite befinden sich zwei zum Plateaurand parallel verlaufende Steinwälle, die durch einen etwa zwei Meter breiten und einen Meter tiefen Abschnittsgraben voneinander getrennt sind. Der längere äußere Wall ist zehn Meter lang, der innere etwa acht Meter. Im Westen befindet sich neben den Steinwällen eine runde, zwei Meter tiefe Mulde (Bild 6), die vermutlich vom Keller eines Burggebäudes stammt, unmittelbar daneben ein rechtwinkliger Grundmauerrest von etwa 3 und 1,8 Metern Länge, bestehend aus quaderförmig zugerichteten Steinen (Bild 6 und 7). An der Südseite ist eine weitere, etwa 1,5 Meter tiefe rechteckige Mulde erkennbar. Sie wird auf drei Seiten von Wällen mit Mörtelresten eingefasst, so dass dort vielleicht ein turmartiges Gebäude stand (Bild 2).
Der Burgweg führte vermutlich unterhalb des turmartigen Gebäudes am südlichen Hang an einem alten Fuhrweg entlang, bog dann am Südwestende des Burgplateaus nach Norden und erreichte dort den Zugang der Burg.

## Bilder

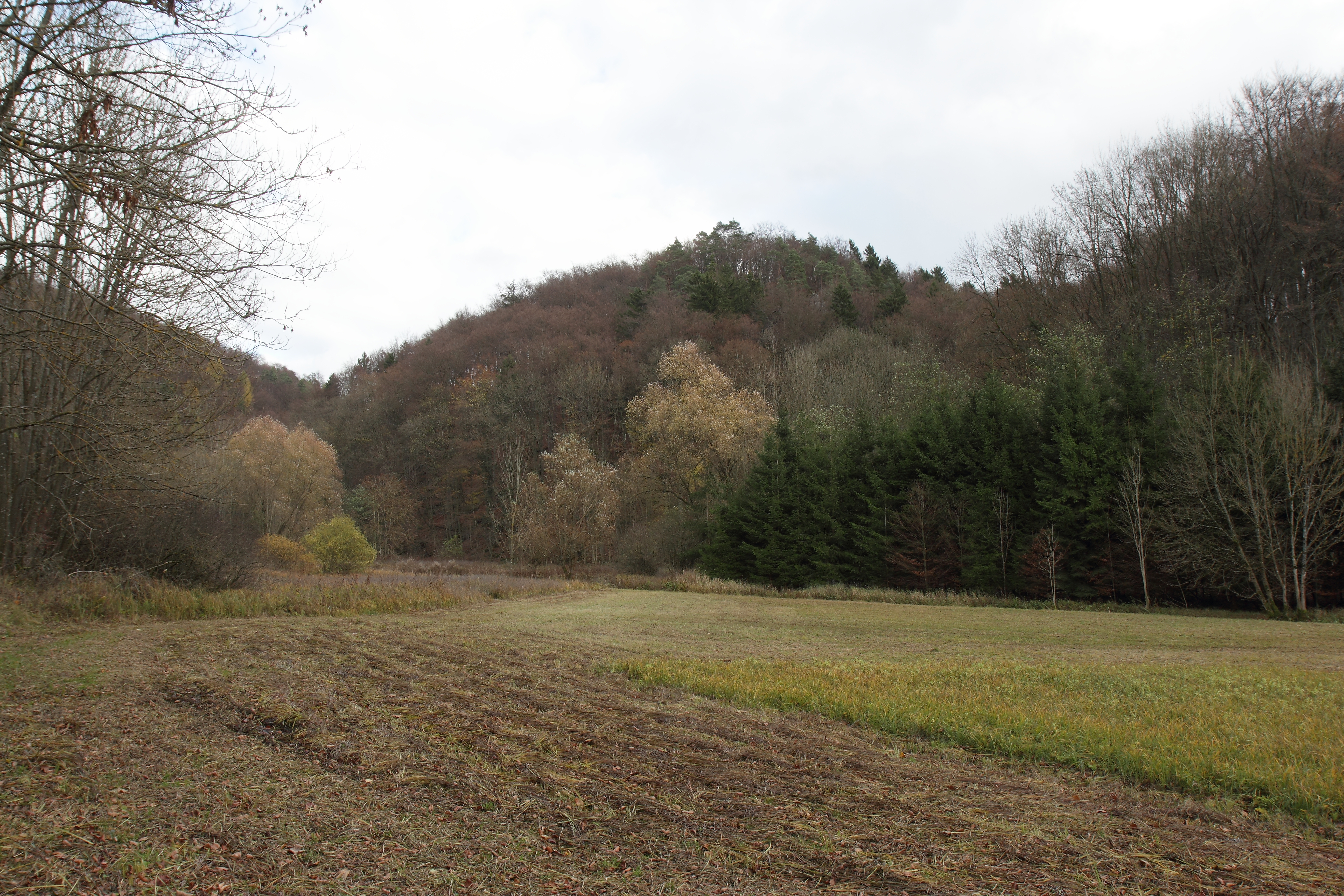
Bild 3: Ansicht des Altschlossberges von Westen aus dem Brunnengrabental (November 2013)
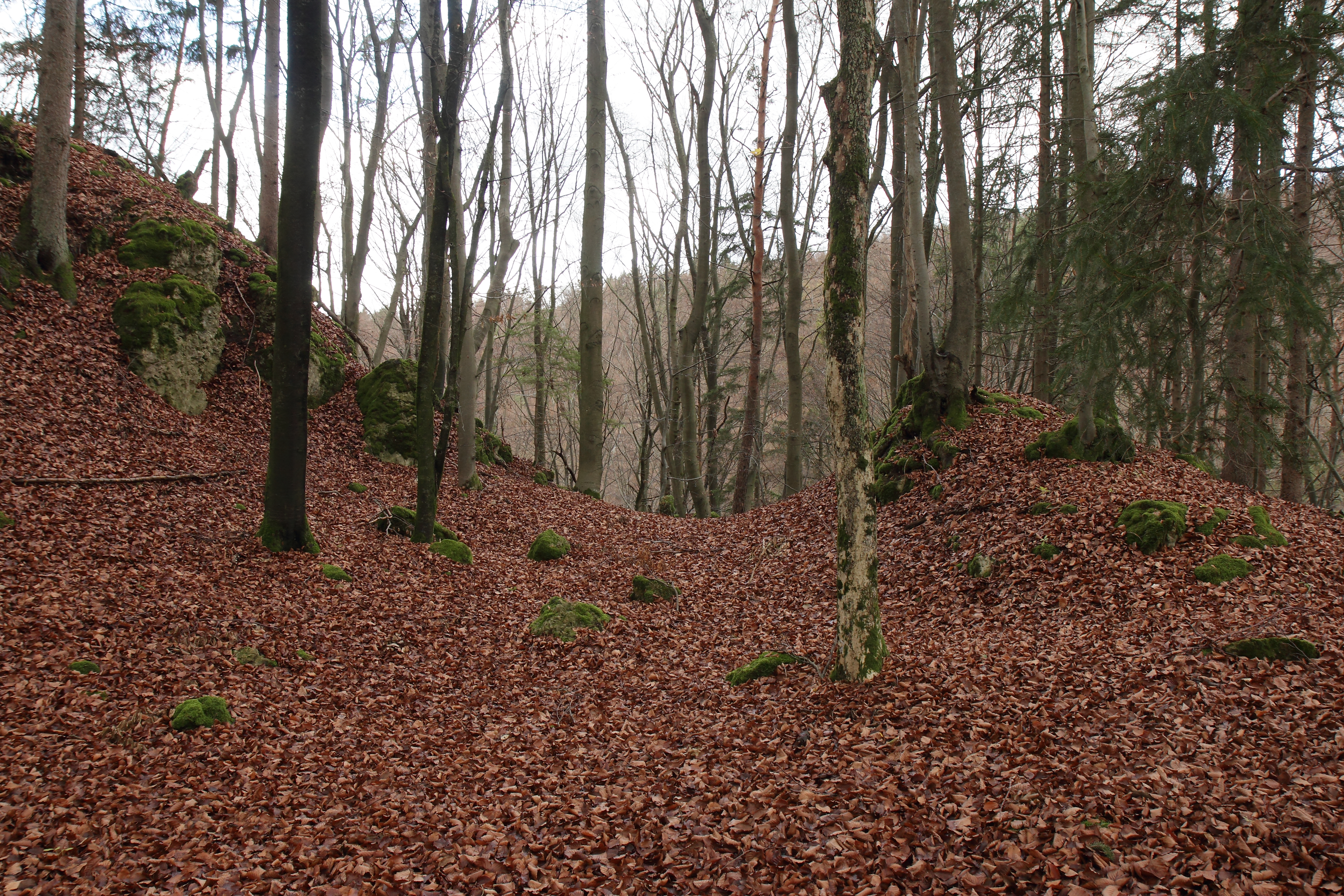
Bild 4: Am deutlichsten profilierte Stelle des Grabens und des Vorwalles im Nordosten (November 2013)
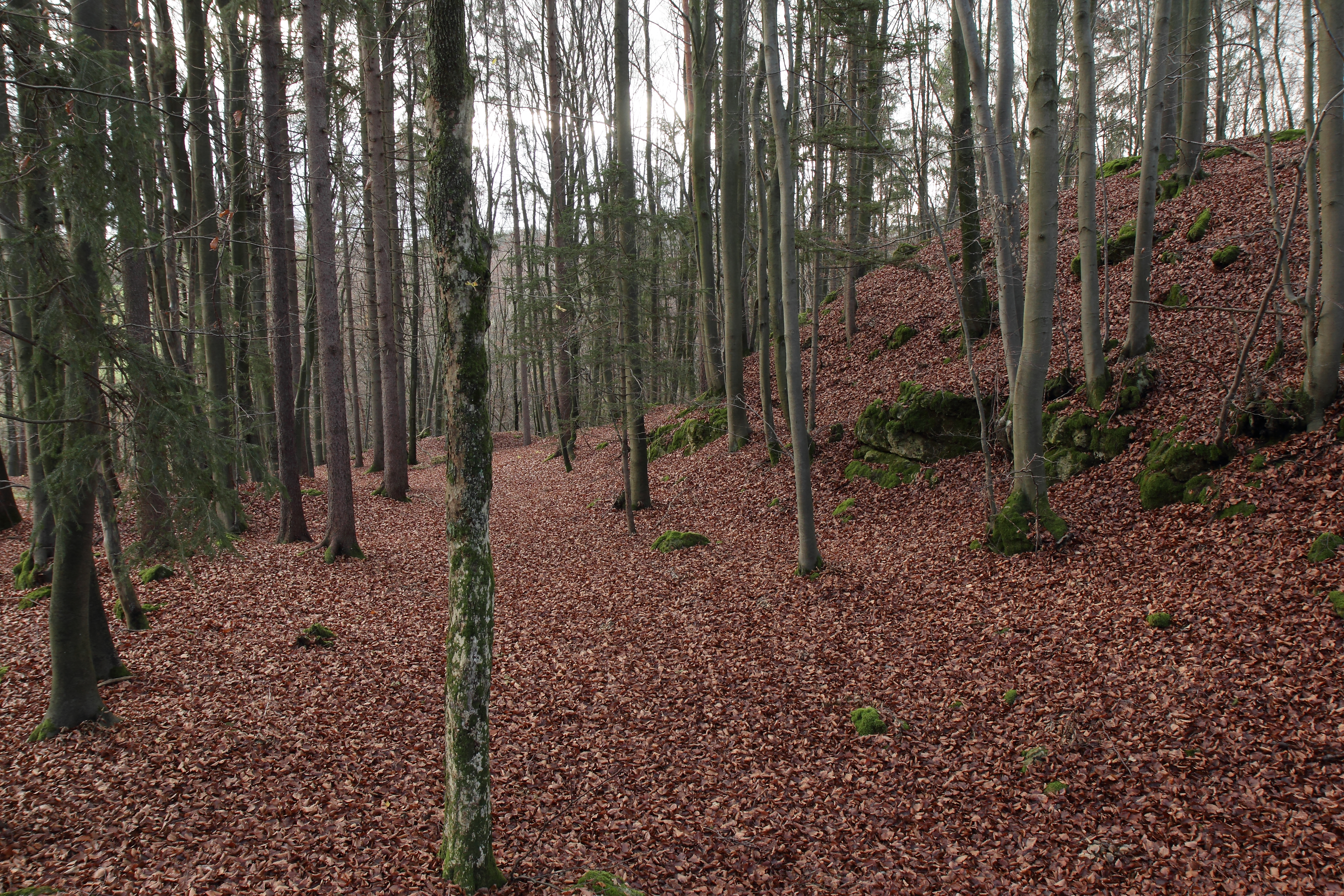
Bild 5: Gegenblick nach Süden, rechts der Anstieg zur Burgstelle (November 2013)
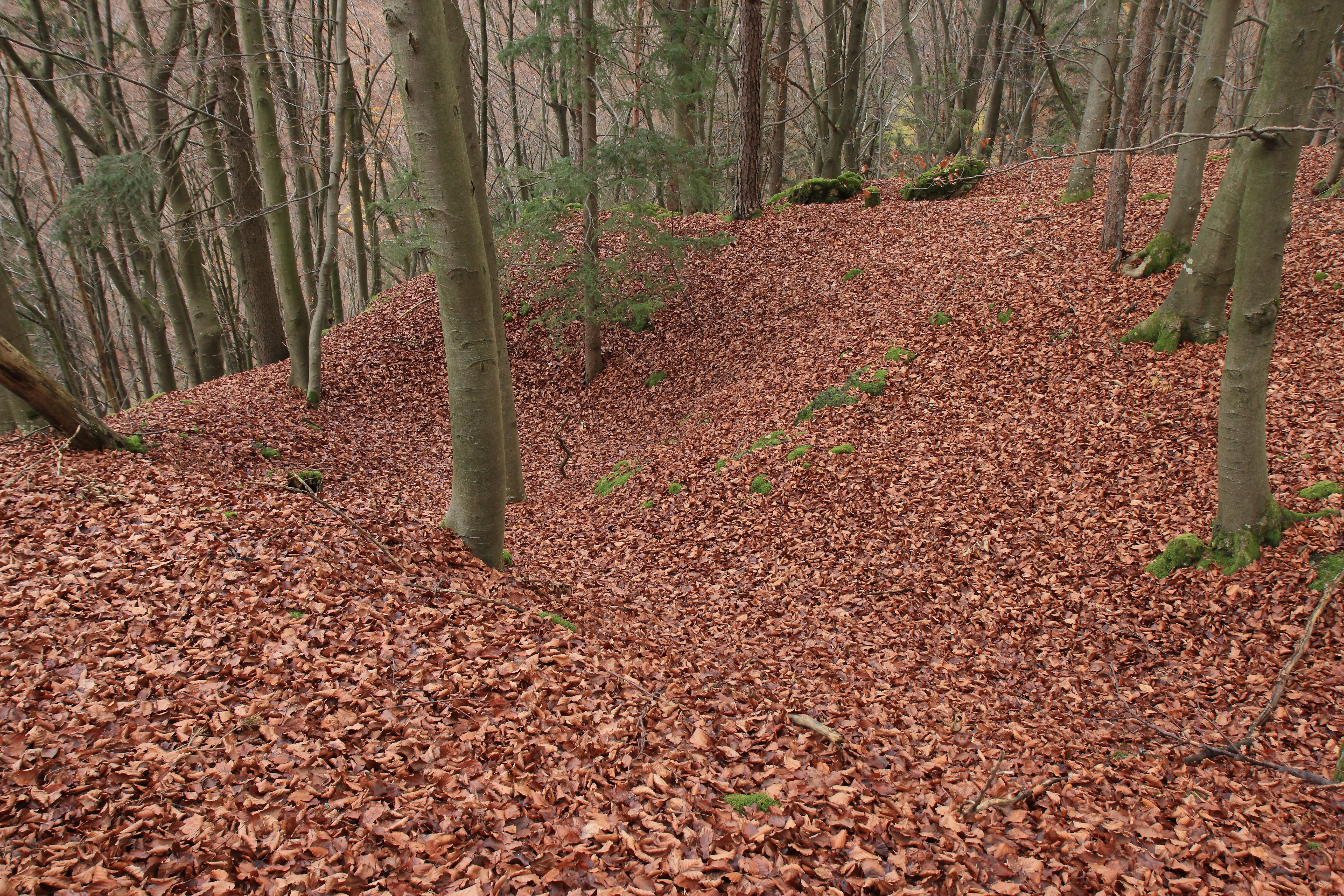
Bild 6: Vermutliche Kellergrube eines Gebäudes der Burg, rechts der Bildmitte L-förmiger Grundmauerrest (November 2013)
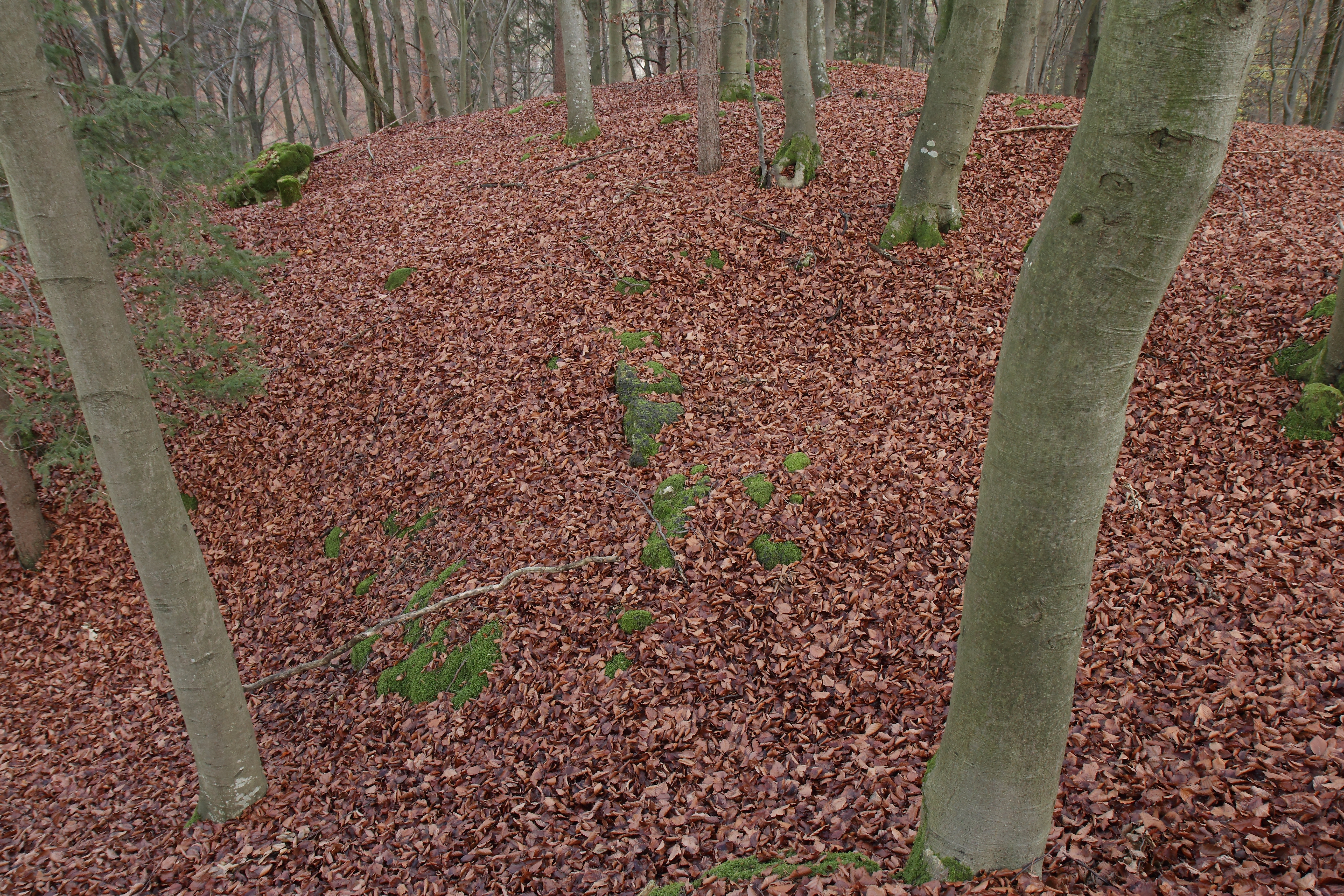
Bild 7: L-förmiger Grundmauerrest (November 2013)
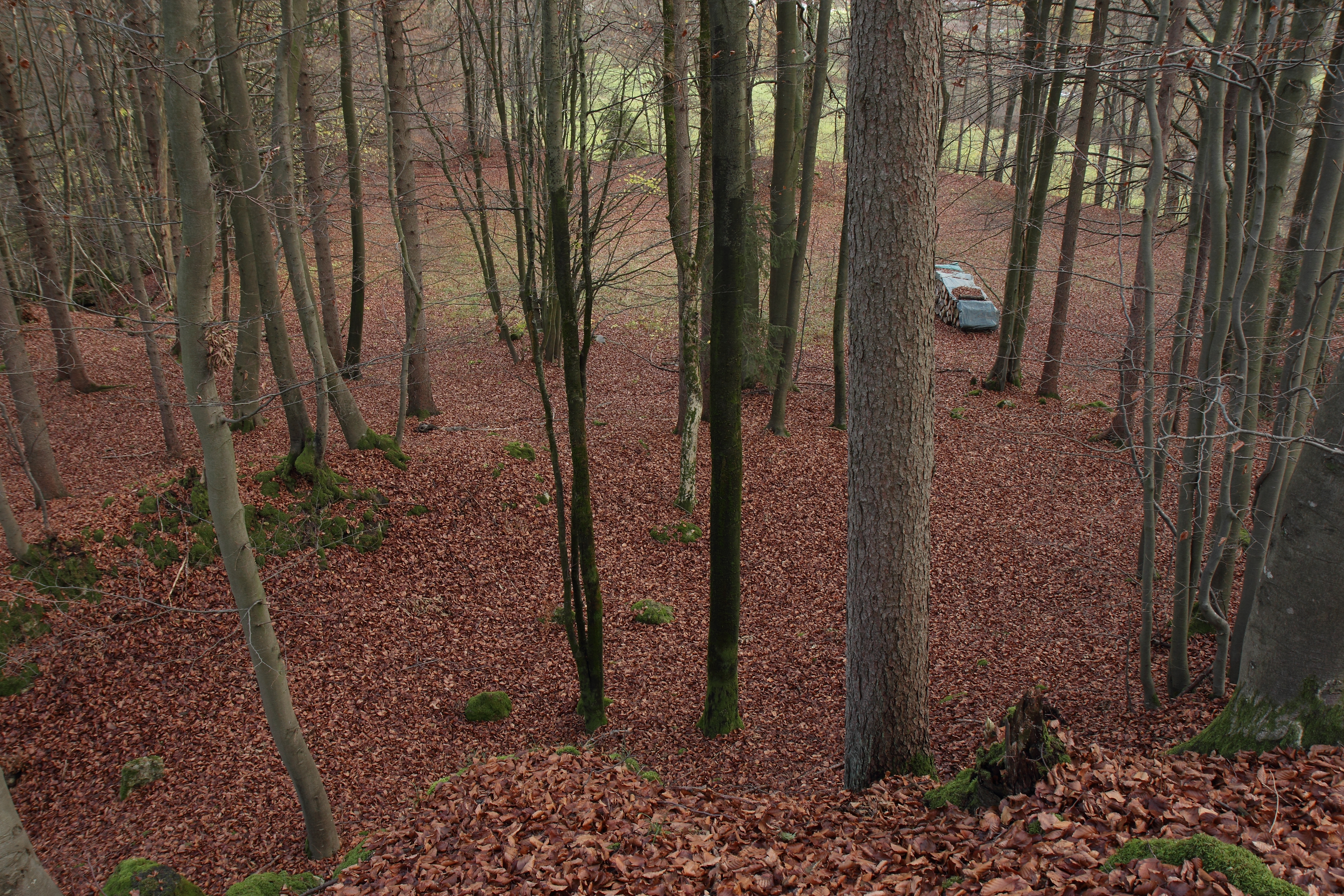
Bild 8: Blick von der Burgstelle über Graben und Wall nach Osten (November 2013)
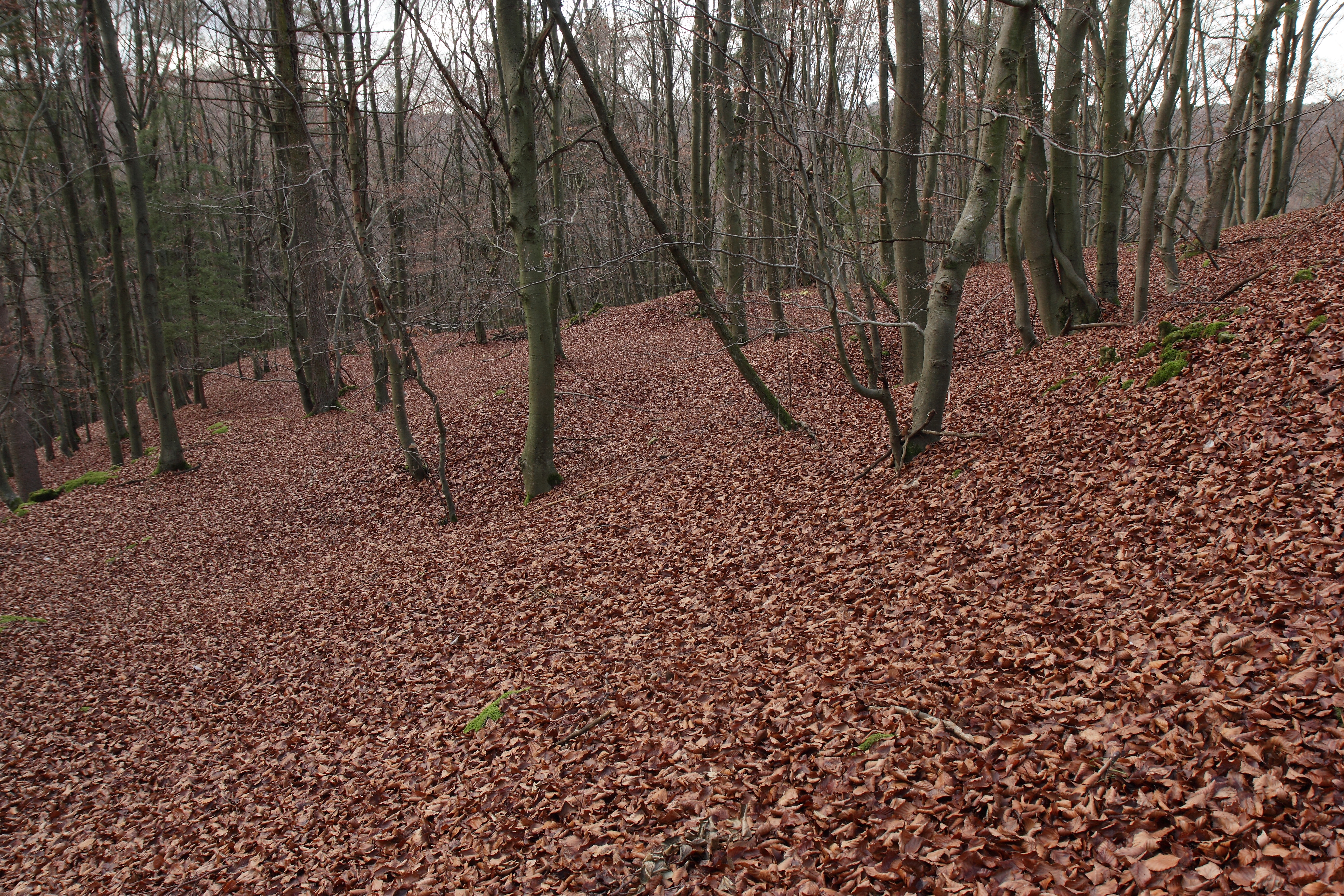
Bild 9: Blick nach Westen zur Spornspitze, die Bebauungsgrenze in dieser Richtung ist durch rezente Störungen nicht ganz klar (November 2013)